# 이서연 (1984년)
이서연(1984년 3월 3일 ~ )은 대한민국의 탤런트이자 영화배우, 연극배우이다. 단국대학교 연극영화과에서 연극영화학 전공으로 학사학위를 받았다. 2008년 OBS 첫 자체제작 단막극 《7년후애》, 2009년 독립영화《감자 심포니》, 뮤지컬《넌센스》, 2010년 디바 뮤지컬《조수미 콤플렉스》, 연극《백설공주를 사랑한 난장이》등에 출연하여 다양한 영역에서 활동하고 있다.

## 학력
- 대영고등학교 (졸업)
- 단국대학교 천안캠퍼스 연극영화학과 (졸업)

## 방송
- 2004년 KBS2 《낭랑 18세》 - 용연 역
- 2012년 JTBC 《신드롬》 - 박범주 역
- 2013년 JTBC 《궁중잔혹사 꽃들의 전쟁》 - 박숙의 역
- 2014년 JTBC 《12년만의 재회: 달래 된, 장국》 - 강 대리 역
- 2014년~2015년 KBS2 《가족끼리 왜 이래》 - 서예진 역
- 2015년 MBC 《빛나거나 미치거나》 - 령화 역
- 2015년 tvN 《초인시대》

## 영화
- 2009년 《감자 심포니》 - 진이 역
- 2007년 《장마》 - 선재/인화 역
- 2003년 《해피 에로 크리스마스》 - 이보영 역

## CF
- 팬택&큐리텔
- 한국증권업협회
- 카스 맥주
- 에이스 침대
- 게보린
- KMTV 해피콜
- KMTV 인사이드KM